# Bogdan-Chmelnizki-Orden (Sowjetunion)
Der Bogdan-Chmelnizki-Orden (russisch Орден Богдана Хмельницкого) war ein militärischer Orden der Sowjetunion, der nach Chmelnizki, einem ukrainischen Kosakenataman benannt war.
Der dreiklassige Orden wurde am 10. Oktober 1943 von der Regierung unter Josef Stalin gestiftet. Im Gegensatz zu den übrigen während des Zweiten Weltkrieges gestifteten militärischen Auszeichnungen konnte dieser Orden auch an Partisanen verliehen werden. Anders als der Suworow- und Kutusow-Orden blieb die Verleihung dieses Ordens nicht nur Offizieren vorbehalten. Es konnten damit auch Unteroffiziere und Soldaten geehrt werden.
Anlässlich des 50. Jahrestages des Sieges über Deutschland wurde im Mai 1995 in der Ukraine wieder eine gleichnamige und ebenfalls dreiklassige Auszeichnung gestiftet.

## Gestaltung des Ordens

### Ordensstern
| Erste Klasse | Zweite Klasse | Dritte Klasse |
| ------------ | ------------- | ------------- |
|              |               |               |

Der Ordensstern ist in allen drei Klassen gewölbt. In den Räumen zwischen den Strahlen des Sterns gibt es eine Füllung mit Strahlenbündel. Auf dem Stern befindet sich ein Medaillon mit einem Porträt Chmelnizkis mit Streitkolben und Pelzmütze. Zusätzlich zum Porträt befindet sich auf dem Ordensstern der ersten und zweiten Klasse die Umschrift „БОГДАН ХМЕЛЬНИЦЬКИЙ“ (auf Deutsch: Bogdan Chmel´nickij). Das Medaillon wird von einem Rand umschlossen, der im unteren Teil zwei gekreuzte Säbel und im oberen Teil Rankenornamente zeigt. In der dritten Klasse befindet sich die Umschrift im oberen Bereich des Ringes. Die Rankenornamente sind nur im unteren Teil zu Seiten der beiden Säbel zu finden.
Der Ordensstern besteht in der ersten Klasse aus Gold (Stern und Medaillon) und Silber (Ring), in der zweiten Klasse aus Gold (Medaillon) und Silber (Stern und Ring) und in der dritten Klasse nur aus Silber.

### Ordensspange
| Erste Klasse | Zweite Klasse | Dritte Klasse |
| ------------ | ------------- | ------------- |
|              |               |               |

Die Grundfarben der Ordensspange (Bandschnalle) waren blau und weiß. Die Ordensspange der Ersten Klasse hatte einen 5 mm breiten weißen Mittelstreifen auf blauem Grund. In der Spange der zweiten Klasse waren zwei weiße Randstreifen mit einer Breite von jeweils 3 mm. Die dritte Klasse hatte einen Mittel- und zwei Randstreifen von jeweils 2 mm Breite.

## Verleihung
Der Bogdan-Chmelnizki-Orden wurde in der ersten Klasse etwa 320 mal, in der zweiten Klasse etwa 2400 mal und in der dritten Klasse ca. 5700 mal verliehen. Zu den Geehrten gehörten mehr als 1000 Truppenteile und Verbände.

## Bekannte Träger des Ordens
- Sydir Kowpak (1887–1967), Generalmajor
- Sergei Birjusow (1904–1964), Marschall der Sowjetunion
- Pjotr Koschewoi (1904–1976), Marschall der Sowjetunion
- Jakow Grigorjewitsch Kreiser (1905–1969), Armeegeneral
- Marija Schtscherbatschenko (1922–2016), Sanitäterin
- Iwan Tschernjachowski (1906–1945), Armeegeneral